# حسن الخويلدي
حسن بن مكي بن علي الخويلدي (27 رجب 1380 هـ/14 يناير 1961 -)هو شيخ دين شيعي سعودي، وأمام و خطيب جامع الكوثر بصفوى.

## حياته ونشأته
ولد في مدينة صفوى شرق المملكة العربية السعودية عام 1380هـ 1960م حيث صادفت ولادته في يوم 27 من شهر رجب.

### نسبه
والده: هو الحاج مكي بن علي الخويلدي من شخصيات البلاد المعروفين، عرف بأخلاقه الكريمة وتواضعه كما كان عطوفاً على الفقراء والمحتاجين ومعيناً لهم عند الشدائد، كان يكثر من مجالسة العلماء، حج ما يقارب من سبعين حجة وأكثر من مائتي عمرة وزيارة، وهو معروف بالورع والتقوى، ملازم لصلاة الليل وصلاة جعفر الطيار، أوقف أكثر أملاكه لأهل البيت.
قضى فترة طفولته برعاية وتعليم والده الذي كان شديد الحرص على تربيه أبنائه وتعليمهم، حيث كان عطوفاً ومحباً لهم في الوقت نفسه، وبعد أن أكمل المرحلة الثانوية وبدأ الدراسة في جامعة الملك فهد للبترول والمعادن بالظهران قرر التفرغ لطلب العلوم الدينية فأبتدأ دراسة الفقه، الأصول، اللغة العربية، المنطق، علوم القرآن، نهج البلاغة، الخطابة، وغير ذلك
ابتدأ دراسته الدينية وعمره ما يقارب الثامنة عشر سنه ذلك لأنه كان مرتبطاَ بالعلماء ويداوم على حضور مجالسهم منذ أن كان في العاشرة من عمره ولقد قضى مراحل دراسته بنجاح باهر وتفوق مما جذب أنظار الأساتذة إليه كما تميز تمييزاً في نشاطاته الدينية والثقافية .
بدأ بتدريس اللغة العربية مثل المنهاج وشرح ابن عقيل لألفية ابن مالك ومغني اللبيب كما قام بتدريس أصول الفقه والعقائد والتدبر في القرآن والمنطق ونهج البلاغة وكذلك الأخلاق والاقتصاد الإسلامي والخطابة.

### تتلمذ الشيخ حسن الخويلدي على يد
1. محمد الحسيني الشيرازي.
2. صادق الحسيني الشيرازي.
3. عباس الموسوي.
4. عباس المدرسي.
5. محمد طاهر الخاقاني.
6. كمال الحيدري.
7. أحمد المددي.
8. محمد تقي المدرسي.

- له وكالة من عدد من المراجع هم:

1. محمد الشيرازي.
2. علي السيستاني.
3. صادق الشيرازي.
4. محمد تقي المدرسي.
5. محمد الروحاني.
6. محمد علي الطبأطبائي.
7. ميرزا جواد التبريزي .
8. علي العراقي.